# Dicrocoelium dendriticum
Dicrocoelium dendriticum, vulgarmente conocida como duela pequeña del hígado y en España, como gusarapo chico, es un parásito que afecta a los mamíferos de pastoreo.
Se descubrió por la afección que causaba a las ovejas a principios del siglo XIX. Se supo después que en el ciclo intervenía un caracol terrestre, aunque no se tenía claro al principio si era por ingestión del mismo, por el rastro que dejan al desplazarse, o si existía otro hospedador implicado en el ciclo. 
Aunque los herbívoros sean el huésped definitivo de este parásito, otros hospedadores accidentales (tanto herbívoros como carnívoros y omnívoros), entre los que se incluye el humano, pueden verse afectados esporádicamente.

## Morfología
Es un parásito hermafrodita, morfológicamente se parece a la duela del hígado china (Clonorchis sinensis), aunque se diferencia de esta en varias características: los testículos son lobulados y están en la parte anterior del cuerpo junto con la ventosa oral y el acetábulo. En la zona posterior se encuentra el útero y en la intermedia tiene las glándulas vitelinas, para la formación del huevo.

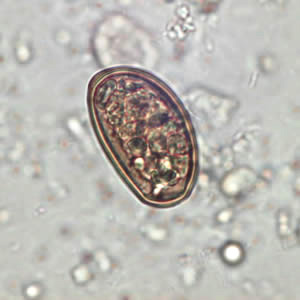
Huevo de D. dendriticum (38-45 x 22-30 micras). Tiene la cubierta más gruesa que los huevos de los restantes digénidos, por ser el único con ciclo terrestre.

## Ciclo de vida
Su fase adulta vive en los canalículos biliares del rumiante, los huevos se vierten a la bilis, saliendo al medio ambiente con las heces del hospedador. 
Estos huevos son ingeridos por un caracol (géneros Helicella, Zebrina y otros) que consume las heces y queda infectado. Las larvas miracidio se liberan en el tracto digestivo del caracol, pasando tras ello a esporocistos en el interior de los cuales se forman las cercarias. Estas (cercaria vitrina), salen por el pneumostoma envueltas en mucus.  
Las bolas de mucus son ingeridas por hormigas (Formica fusca, Formica pratensis), atraídas por la baba del caracol como fuente de humedad. Las cercarias entran en el cuerpo de la hormiga y posteriormente se desarrollan hasta metacercarias. Las toxinas secretadas por ellas actúan sobre el sistema nervioso de la hormiga, haciendo que al caer la noche, la hormiga haga caso omiso de los demás miembros de la colonia y se aleje, subiendo a una brizna alta de hierba y mordiéndola, quedándose ahí toda la noche. 
El ciclo concluye cuando un animal al pastar ingiere a las hormigas parasitadas y la fase siguiente (adolescaria) migra directamente del intestino hasta los canalículos biliares, creciendo allí hasta adulto. 
La mayoría de las infecciones son asintomáticas, aunque depende de la cantidad de duelas y de la duración de la infección. En el ganado suele coexistir con Fasciola hepática.
Aun así, existen casos de parasitismo errático hasta la vesícula biliar pudiendo causar su hipertrofia. 
Es una parasitosis muy fácilmente confundible con otra enfermedad de cualquier tipo que presente signos gastrohepáticos en general.

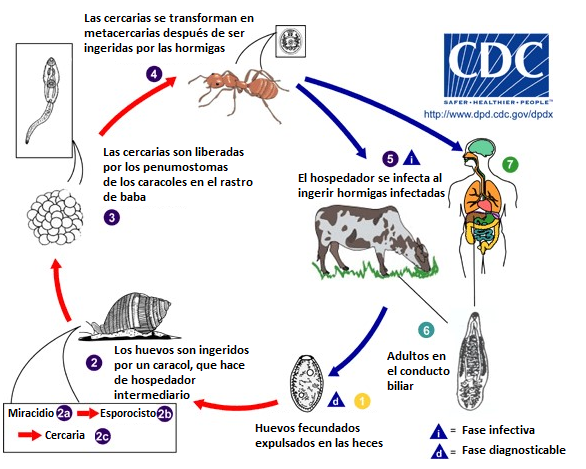
Ciclo de vida deDicrocoelium dendriticum

## Transmisión al humano
La parasitación humana es anecdótica y extremadamente rara, pues el consumo de hormigas crudas es siempre accidental. La sintomatología es débil, son trastornos digestivos generales, como hinchazón abdominal y diarrea. Si la infección es mayor, puede producirse hepatomegalia y cirrosis, como en los demás animales.

## Diagnóstico y tratamiento
Se hace a través de la necropsia del hígado del animal una vez muerto, o reconociendo los huevos en bilis obtenida por sondaje duodenal en ayunas o en heces. El tratamiento se hace empleando praziquantel por vía oral.  La presencia de huevos de Dicrocoelium puede deberse a la ingestión de hígado, por lo que debe de haber una dieta libre de carne los días anteriores al análisis.  

## Epidemiología
Es endémica o potencialmente endémica en 30 países de todos los continentes. El parásito se encuentra en todos aquellos sitios favorables a su ciclo de vida, es decir, zonas de pasto con suelos secos.